# Alexander Falconer
Alexander (Alex) Falconer (ur. 1 kwietnia 1940 w Dundee, zm. 12 sierpnia 2012) – brytyjski polityk i robotnik, poseł do Parlamentu Europejskiego II, III i IV kadencji.

## Życiorys
Kształcił się w szkole podstawowej i średniej, szkolił się w zawodzie montera. Pracował w Royal Navy jako palacz, później w departamentach środowiska oraz zdrowia i służb społecznych, a także w resorcie obrony.
Był działaczem Partii Pracy. Z jej ramienia w latach 1984–1999 przez trzy kadencje sprawował mandat eurodeputowanego.